# Isak Silfversparre
Isak Axelsson Silfversparre, född omkring 1590, död 1641, var en svensk militär.

## Biografi
Isak Silfversparre föddes omkring 1590. Han var son till militären Axel Månsson (Silfversparre) och Ingeborg Isaksdotter. Silfversparre blev 1613 fänrik vid Upplands ryttare, 1621 löjtnant och 1622 ryttmästare. Han introducerades 1625 som Silfversparre nummer 67 i Sveriges Riddarhus. Silfversparre blev 1626 major, 1627 överstelöjtnant och 1634 överste för Östgöta ryttare, tillträdde aldrig regementet. Han blev 1634 överste för Upplands ryttare och tog avsked 1638 eller 1639. Silfversparre avled 1641.

### Egendom
Silfversparre ägde Ora säteri i Faringe socken.

### Familj
Silfversparre gifte sig första gången med friherrinnan Märta Oxenstierna (död 1620), dotter av ståthållaren Erik Oxenstierna och friherrinnan Bengta Gera. De fick tillsammans en son (1620–1621).
Silfversparre gifte sig andra gången med Kerstin Fleming (död 1641), dotter av ståthållaren Lars Fleming och Anna Henriksdotter. De fick tillsammans barnen Axel Silfversparre (död 1628), Anna Silfversparre (1626–1664) som var gift med presidenten Ernst Johan Creutz, läkaren Åke Silfversparre (1628–1689) och Märta Silfversparre (död 1651).